# Rita Coolidge
Rita Coolidge (* 1. května 1945) je americká zpěvačka.
Narodila se v Lafayette v Tennessee a studovala na Floridské státní univerzitě. Pěveckou kariéru zahájila koncem 60. let v Tennessee, později se usadila v Los Angeles a pracovala jako doprovodná zpěvačka řady hudebníků. V roce 1970 například doprovázela zpěváka Joe Cockera při turné, ze kterého vzešlo koncertní album Mad Dogs & Englishmen (1970). Své první sólové album (eponymní) vydala počátkem roku 1971 u A&M Records. Následovaly desítky dalších alb. Největší úspěchy slavila s deskou Anytime…Anywhere (1977), která dosáhla šesté příčky hitparády Billboard 200 a stala se platinovou. V roce 1983 nazpívala úvodní píseň („All Time High“) pro film Chobotnička o Jamesi Bondovi.
Jejím prvním manželem byl v letech 1973 až 1980 zpěvák a herec Kris Kristofferson, s nímž vydala tři alba duetů, za které získaly dvě ceny Grammy. V roce 1974 se jim narodila dcera Casey. Později se vdala ještě dvakrát. V roce 2016 vydala autobiografickou knihu Delta Lady.